# Намашко Станіслав Андрійович
Станіслав Андрійович Намашко (рум. Stanislav Namaşco, рос. Намашко Станислав Андреевич нар. 10 листопада 1986, Тирасполь) — молдовський футболіст, воротар клубу «Кубань» та національної збірної Молдови. Має також російське громадянство.

## Титули і досягнення
- Чемпіон Молдови (2):

«Шериф»: 2007-08, 2008-09
- Володар Кубка Молдови (2):

«Шериф»: 2007-08, 2008-09
- Володар Суперкубка Молдови (1):

«Шериф»: 2004
- Володар Кубка Азербайджану (1):

«Кешла»: 2020-21